# Resolutie 2358 Veiligheidsraad Verenigde Naties
Resolutie 2357 van de Veiligheidsraad van de Verenigde Naties werd unaniem aangenomen door de VN-Veiligheidsraad op 14 juni 2017. De resolutie verlengde de VN-hulpmissie in Somalië met negenenhalve maand.

## Achtergrond
In 1960 werden de voormalige kolonies Brits-Somaliland en Italiaans-Somaliland onafhankelijk en ze werden samengevoegd tot Somalië. In 1969 greep het leger de macht en werd Somalië een socialistisch-islamitisch land. In de jaren 1980 leidde het verzet tegen het totalitair geworden regime tot een burgeroorlog en in 1991 viel het centrale regime. Sindsdien beheersten verschillende groeperingen elk een deel van het land en viel Somalië uit elkaar.
Toen milities van de Unie van Islamitische Rechtbanken (UIR) de hoofdstad Mogadishu veroverden, greep buurland Ethiopië in en heroverde de stad. In 2007 stuurde de Afrikaanse Unie met toestemming van de Veiligheidsraad een vredesmacht naar Somalië. Die versloeg de UIR, waarna de groepering zich aansloot bij de overgangsregering. Het radicale Al-Shabaab splitste zich hierop af en zette de strijd voort.
In september 2012 trad na verkiezingen een nieuwe president aan: Hassan Sheikh Mohamud, die met zijn regering de rol van de tijdelijke autoriteiten, die Somalië jarenlang hadden bestuurd, moest overnemen. Bij de volgende verkiezingen, die na verschillende keren te zijn uitgesteld in februari 2017 plaatshadden, werd hij verrassend verslagen door Mohamed Abdullahi Mohamed. Tezelfdertijd had de regio ook te kampen met een ernstige hongersnood ten gevolge van aanhoudende droogte. Meer dan zes miljoen Somali's hadden daardoor noodhulp nodig.

## Inhoud
Op 8 februari 2017 waren in Somalië verkiezingen gehouden, waarbij Mohamed Abdullahi Mohamed Farmaajo tot president was verkozen. Men was tevreden over de snelle regeringsvorming, het hogere aantal vrouwen in het parlement, de grotere betrokkenheid van de bevolking bij de verkiezingen en de vreedzame machtsoverdracht.
De terreurgroep Al-Shabaab bleef echter een grote bedreiging vormen, waardoor de AMISOM-vredesmacht van cruciaal belang was geworden. Ook was er door de droogte in de regio het risico dat een grote hongersnood zou ontstaan. Er was tevredenheid over de aanpak van deze crisis door de Somalische overheid, alsook over de vele steun van donorlanden. Het mandaat van de VN-hulpmissie UNSOM werd verlengd tot 31 maart 2018.
Op een conferentie in Londen op 11 mei hadden Somalië en 42 internationale partners – landen, internationale organisaties waaronder de VN en internationale instellingen – een "Nieuw partnerschap voor Somalië" en een veiligheidspact gesloten. Het veiligheidspact omschreef de hervormingen van het leger en de politie van Somalië, opdat deze de verantwoordelijkheid voor de veiligheid in het land konden overnemen van de AMISOM-vredesmacht. Het partnerschap omschreef hoe Somalië en de internationale gemeenschap gingen samenwerken om aan de politieke, veiligheids- en economische noden van Somalië te voldoen.
Lijst ·  2337 ·  2338 ·  2339 ·  2340 ·  2341 ·  2342 ·  2343 ·  2344 ·  2345 ·  2346 ·  2347 ·  2348 ·  2349 ·  2350 ·  2351 ·  2352 ·  2353 ·  2354 ·  2355 ·  2356 ·  2357 ·  2358 ·  2359 ·  2360 ·  2361 ·  2362 ·  2363 ·  2364 ·  2365 ·  2366 ·  2367 ·  2368 ·  2369 ·  2370 ·  2371 ·  2372 ·  2373 ·  2374 ·  2375 ·  2376 ·  2377 ·  2378 ·  2379 ·  2380 ·  2381 ·  2382 ·  2383 ·  2384 ·  2385 ·  2386 ·  2387 ·  2388 ·  2389 ·  2390 ·  2391 ·  2392 ·  2393 ·  2394 ·  2395 ·  2396 ·  2397